# Горшечник

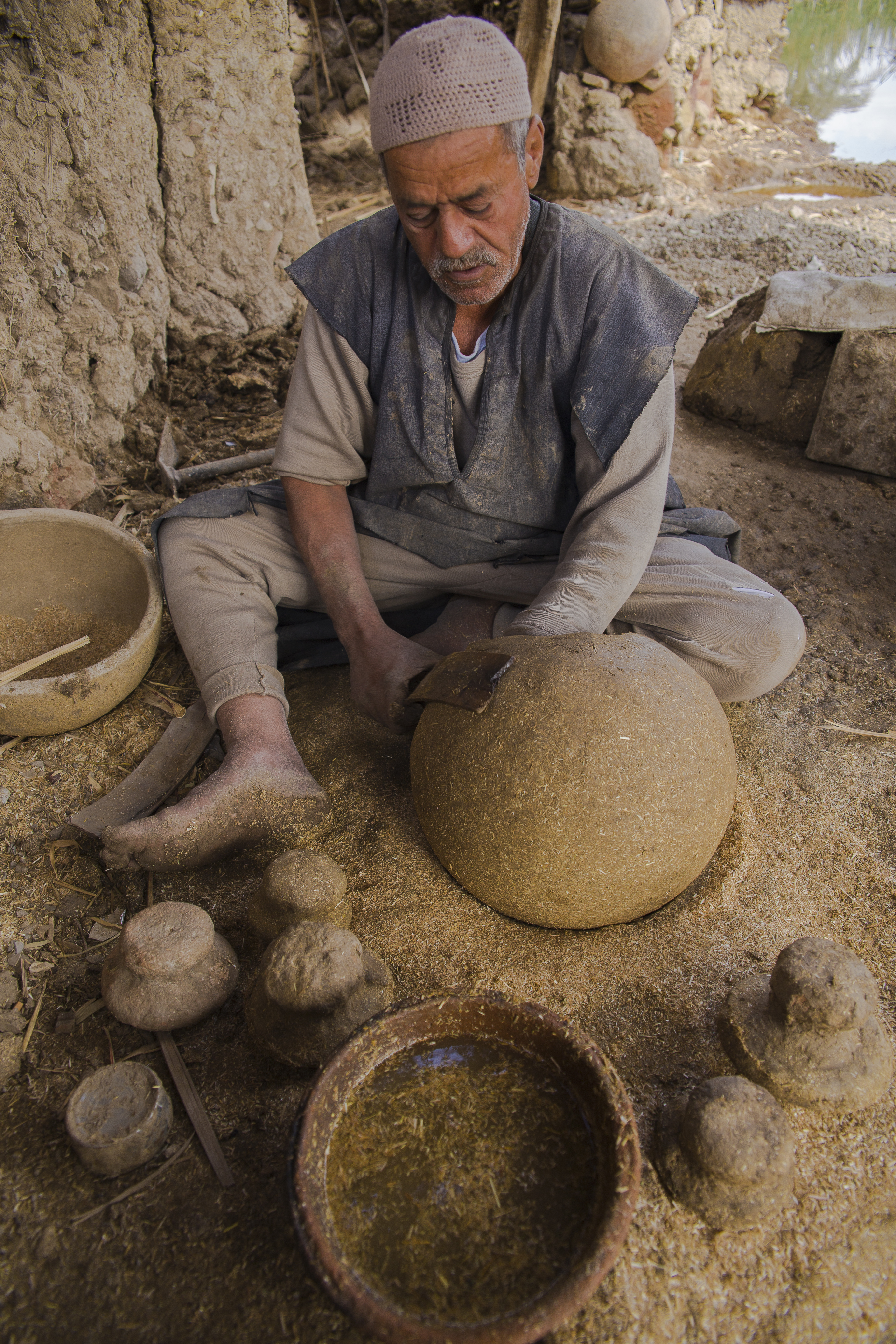
Горшечник (Египет)

Горшечник — гончар, изготовляющий глиняную посуду.
Издревле глина топталась ногами; изделия из глины производились на кружале, посредством верчения колеса и обжигались на солнце, или в особых калильных печах. Глиняные сосуды употреблялись для различных целей, преимущественно для приготовления пищи. Иногда в таких сосудах хранились письменные обязательства.
В Иерусалиме было особенное сословие — царских горшечников.